# Ungarnkappe
Die Ungarnkappe, Ungarkappe oder Ungarische Kappenschnecke (Capulus ungaricus, ursprüngliche Kombination Patella ungarica) ist eine Schnecken-Art aus der Familie der Mützenschnecken (Capulidae), die als Kommensale auf Muscheln, filtrierenden Schnecken und Röhrenwürmern in tieferem Wasser des nordöstlichen Atlantischen Ozeans zu finden ist.

## Merkmale
Die Ungarnkappe trägt ein flaches, kappenförmiges Schneckenhaus, das bei ausgewachsenen Schnecken an der Gehäusemündung etwa 4 cm lang und 2,5 cm breit, zudem 1,5 cm hoch ist. Die drei Umgänge nehmen planospiral sehr schnell zu und sind mit zahlreichen spiraligen Rippen und feinen Wachstumslinien überzogen. Die weiße Schale ist mit einem kräftigen hornfarbigen Periostracum bedeckt, das an der Gehäusemündung einen Saum bildet. Die große, eiförmige Gehäusemündung hat einen fein gesägten Rand.
Die Schnecke hat eine kurze Schnauze und eine lange, vom Propodium gebildete, nicht rückziehbare Pseudoproboscis (Scheinrüssel) mit einer dorsalen Rinne. Der Mantel ist dick mit einer doppelten Kante, der Fuß oval und ohne Operculum.

## Verbreitung und Lebensraum
Die Ungarnmütze ist im nordöstlichen Atlantischen Ozean an den südlichen und westlichen Küsten Großbritanniens und Norwegens, im Skagerrak und Kattegat sowie im Mittelmeer verbreitet, fehlt aber in der mittleren und südlichen Nordsee. Sie ist unterhalb der Gezeitenzone bis zur Kante des Kontinentalschelfs in 850 m Meerestiefe an Steinen und auf Muschelschalen zu finden.

## Entwicklungszyklus
Capulus ungaricus ist bis zu einer Gehäuselänge von rund 4 mm Männchen und dann Weibchen. Statt des zunächst vorhandenen langen gekrümmten Penis hinter dem rechten Fühler gibt es dann nur noch eine kleine Papille. Kleine Männchen begatten große Weibchen, in denen die innere Befruchtung stattfindet. Die Eier befinden sich in kleinen Eikapseln, die unter dem Körper der Mutter an einer Membran vor deren Fuß befestigt sind und von dieser bewacht werden. Ein etwa 2,5 mm großes Gelege enthält rund 0,2 mm große Eier, aus denen bereits weit entwickelte, durchsichtige, gallertige, fast runde Echinospira-Larven mit einem Schalendurchmesser von 0,4 mm schlüpfen. Diese metamorphosieren später zu kriechenden Schnecklein.

## Ernährung
Die Schnecke lebt als Kommensale auf den Schalen von Weichtieren, insbesondere Kammmuscheln und Turmschnecken – oft an der Gemeinen Turmschnecke –, wo sie sich von Pseudofaeces, aber auch von durch die Wirtstiere herbeigestrudelten Nahrungspartikeln ernährt. Da sie hierbei den Wirtstieren erhebliche Mengen von deren Nahrung entziehen kann, wird sie auch als Ektoparasit (Kleptoparasit) aufgefasst. Es gibt jedoch auch Individuen, die auf Felsen leben und sich unabhängig als Filtrierer ernähren. Die Nahrung wird mithilfe der Pseudoproboscis zum Mund geführt.